# 千代田町 (千葉県)
千代田町（ちよだまち）は、千葉県印旛郡に存在した町。現在の四街道市のほぼ総武本線以北（鹿渡と中央を除く）に相等する（旧町域の北部は、後に佐倉市へ編入）。

## 沿革
- 1889年（明治22年）4月1日 - 町村制施行に伴い、内黒田村、物井村、亀崎村、長岡村、栗山村、下志津新田、羽鳥村、飯重村、吉見村、生ヶ谷村、畔田村が合併し、千代田村が発足。
- 1940年（昭和15年）12月23日 - 千代田村が町制施行し、千代田町となる。
- 1955年（昭和30年）3月10日 - 印旛郡千代田町と旭村（馬渡を除く）が合併し、四街道町が発足。
- 1957年（昭和32年）1月1日 - 旧千代田町域の生谷、畔田、吉見、飯重、羽鳥を佐倉市に編入。

## 地域

### 教育

#### 小学校
- 千代田町立南小学校（現・四街道市立南小学校）
- 千代田町立北小学校（現・佐倉市立千代田小学校）

#### 中学校
- 千代田町立千代田中学校

## 交通

### 鉄道
- 国鉄（JR東日本）
  - 総武本線：四街道駅 - 物井駅